# Coupe de la Ligue 2000-2001
La Coupe de la Ligue 2000-2001 fu la 7ª edizione della manifestazione.
Iniziò il 1º novembre 2000 e si concluse il 5 maggio 2001 con la finale allo Stade de France, vinta dall'Olympique Lione per 2 a 1 contro il Monaco dopo i tempi supplementari. La squadra campione in carica era il Gueugnon.

## Calendario
| Turno            | Partita Unica                               |                                             |
| ---------------- | ------------------------------------------- | ------------------------------------------- |
| Primo turno      | 1°-8 novembre 2000                          | 1°-8 novembre 2000                          |
| Secondo turno    | 5-7 gennaio 2001                            | 5-7 gennaio 2001                            |
| Ottavi di finale | 30-31 gennaio 2001                          | 30-31 gennaio 2001                          |
| Quarti di finale | 24 febbraio-13 marzo 2001                   | 24 febbraio-13 marzo 2001                   |
| Semifinali       | 10-11 aprile 2001                           | 10-11 aprile 2001                           |
| Finale           | 5 maggio 2001 Saint-Denis (Stade de France) | 5 maggio 2001 Saint-Denis (Stade de France) |

## Partite

### Primo Turno
| Squadra 1        | Risultato         | Squadra 2         |
| ---------------- | ----------------- | ----------------- |
| Nancy            | 1 - 0             | Sochaux           |
| Red Star         | 5 - 2             | Lorient           |
| Le Havre         | 3 - 3 (5 - 3 dcr) | Laval             |
| Cannes           | 3 - 0             | Montpellier       |
| Nîmes            | 4 - 2             | Angers            |
| Louhans-Cuiseaux | 1 - 3             | Créteil-Lusitanos |
| Amiens           | 4 - 2 (dts)       | Le Mans           |
| Valence          | 2 - 0             | Beauvais          |
| Martigues        | 0 - 3             | Châteauroux       |
| Wasquehal        | 2 - 1             | Caen              |

### Secondo Turno
| Squadra 1  | Risultato   | Squadra 2           |
| ---------- | ----------- | ------------------- |
| Rennes     | 2 - 4 (dts) | Nantes              |
| Cannes     | 1 - 2       | Valence             |
| Le Havre   | 4 - 1       | Olympique Marsiglia |
| Bordeaux   | 1 - 0       | Lilla               |
| Ajaccio    | 1 - 2 (dts) | Saint-Étienne       |
| Guingamp   | 1 - 3       | Amiens              |
| Tolosa     | 0 - 1       | Niort               |
| Auxerre    | 2 - 0       | Red Star            |
| Sedan      | 1 - 2       | Olympique Lione     |
| Nancy      | 3 - 1       | Paris Saint-Germain |
| Wasquehal  | 3 - 1       | Metz                |
| Strasburgo | 2 - 4 (dts) | Châteauroux         |
| Monaco     | 2 - 0       | Gueugnon            |
| Troyes     | 3 - 0       | Créteil-Lusitanos   |
| Lens       | 4 - 0       | Nîmes               |
| Bastia     | 2 - 1       | Nizza               |

### Ottavi di finale
| Squadra 1     | Risultato         | Squadra 2       |
| ------------- | ----------------- | --------------- |
| Châteauroux   | 1 - 0             | Bordeaux        |
| Monaco        | 2 - 1             | Bastia          |
| Niort         | 1 - 0             | Le Havre        |
| Saint-Étienne | 2 - 0             | Auxerre         |
| Amiens        | 3 - 2 (dts)       | Wasquehal       |
| Lens          | 1 - 3             | Olympique Lione |
| Troyes        | 2 - 0             | Nancy           |
| Valence       | 1 - 1 (2 - 4 dcr) | Nantes          |

### Quarti di finale
| Squadra 1   | Risultato | Squadra 2       |
| ----------- | --------- | --------------- |
| Châteauroux | 0 - 1     | Monaco          |
| Niort       | 3 - 2     | Saint-Étienne   |
| Amiens      | 0 - 2     | Olympique Lione |
| Troyes      | 0 - 1     | Nantes          |

### Semifinali
| Squadra 1       | Risultato | Squadra 2 |
| --------------- | --------- | --------- |
| Monaco          | 2 - 0     | Niort     |
| Olympique Lione | 3 - 2     | Nantes    |

### Finale
| Arbitro: | Stéphane Bré |

|           |           |                        |
| Nonda 64’ | Marcatori | 35’ Caçapa 118’ Müller |

#### Formazioni
| Monaco      |    |                   |  |     |
|             |    |                   |  |     |
| P           | 1  | Stéphane Porato   |  |     |
| D           | 2  | Christian Panucci |  | 46’ |
| D           | 4  | Rafael Márquez    |  |     |
| D           | 17 | Philippe Léonard  |  | 78’ |
| D           | 27 | Julien Rodriguez  |  |     |
| C           | 6  | Martin Djetou (C) |  |     |
| C           | 10 | Marcelo Gallardo  |  | 97’ |
| C           | 21 | Pontus Farnerud   |  |     |
| C           | 8  | Ludovic Giuly     |  |     |
| A           | 11 | Marco Simone      |  |     |
| A           | 18 | Shabani Nonda     |  |     |
| Sostituti:  |    |                   |  |     |
| P           | 16 | André Biancarelli |  |     |
| D           | 15 | Franck Jurietti   |  | 46’ |
| C           | 8  | Costinha          |  | 78’ |
| C           | 22 | Nicolas Bonnal    |  | 97’ |
| A           | 20 | Dado Pršo         |  |     |
| Allenatore: |    |                   |  |     |
| Claude Puel |    |                   |  |     |

| Olympique Lione |    |                     |  |      |
|                 |    |                     |  |      |
| P               | 1  | Grégory Coupet      |  |      |
| D               | 3  | Edmílson            |  |      |
| D               | 19 | Jean-Marc Chanelet  |  |      |
| D               | 26 | Jérémie Bréchet     |  |      |
| D               | 31 | Cláudio Caçapa      |  |      |
| C               | 6  | Philippe Violeau    |  |      |
| C               | 8  | Pierre Laigle       |  |      |
| C               | 10 | Vikash Dhorasoo     |  | 118’ |
| C               | 17 | Marc-Vivien Foé     |  | 106’ |
| A               | 7  | Steve Marlet        |  | 77’  |
| A               | 9  | Sonny Anderson (C)  |  |      |
| Sostituti:      |    |                     |  |      |
| P               | 30 | Angelo Hugues       |  |      |
| D               | 20 | Patrick Müller      |  | 106’ |
| D               | 15 | Christophe Delmotte |  | 118’ |
| C               | 18 | Steed Malbranque    |  |      |
| A               | 14 | Sidney Govou        |  | 77’  |
| Allenatore:     |    |                     |  |      |
| Jacques Santini |    |                     |  |      |